# جونتران
جونتران هو ملك أورليان، حكم مابين 561 و 592.